# Dull Care
Dull Care er en amerikansk stumfilm fra 1919 af Larry Semon.

## Medvirkende
- Larry Semon som Larry
- William Hauber
- Frank Alexander
- Lucille Carlisle
- Oliver Hardy